# Стеценко Вадим Кирилович
Стеценко Вадим Кирилович — український композитор, скрипаль, один із засновників української скрипкової школи, професор, кандидат мистецтвознавства.

## Життєпис
Народ. 15 квітня 1914 р. у с. Голово-Русава Вінницької обл. в родині композитора К. Г. Стеценка. Помер 30 березня 1984 р. в Києві. 
Закінчив Київську консерваторію (1936) та аспірантуру при ній (1940).
Викладав у Київській (1940–1941, 1959–1984) та Львівській консерваторіях (1946–1959). Завідував кафедрами скрипки в цих консерваторіях.
Автор музики до ряду кінофільмів.
Упорядник десятків збірок скрипкового педагогічного репертуару та музикологічних праць, автором класичної монографії «Методика гри на скрипці».